# Стіві Мак-Крорі
Стіві Мак-Крорі (англ. Stevie McCrorie) — шотландський співак, музикант і автор текстів пісень, переможець 4 сезону конкурсу «The Voice UK», що проводиться під егідою компанії BBC. Його дебютний сольний альбом Big World вийшов 8 січня 2016 року.

## Біографія

### Ранні роки, початок музичної кар'єри
Стіві Мак-Крорі народився в Денні, область Фолкерк, в Шотландії. Почав музичну кар'єру зі шкільних років, грав у ряді локальних груп, але до нього не виявляв інтерес жоден із звукозаписних лейблів. Заснував групу під назвою Stevie and the Moon, з якої випустив сингл Wolves/Rainbows в 2010 році, а пізніше і альбом These Old Traditions. Група була розпущена в червні 2013 року. У ці роки Стіві Мак-Крорі також відзначився виступом на фестивалі T In The Park у складі групи MOPP на T Break Stage у 2010 році.

### Участь в шоу «Голос», успіх синглу Lost Stars, альбом Big World (2015— т.ч.)
На момент своєї участі в шоу, Мак-Крорі працював у пожежній частині. За визнанням самого Стіві, за нього заявку на участь у шоу надіслали його колеги по роботі. На «сліпому прослуховуванні» виконав пісню Kodaline «All I Want», до нього повернулися всі чотири тренери і Стіві вибрав команду Рікі Вілсона, соліста Kaiser Chiefs . Сингл «Lost Stars», що вийшов на наступний день після перемоги в «The Voice UK», кавер-версія пісні Адама Левіна, досягла 6 позиції в хіт-параді UK Singles Chart і 1 — в чартах Шотландії.

## Особисте життя
Дружина — Емі, в 2014 році у пари народилася дочка Бібі.